# Skumbim Sulejmani
Skumbim Sulejmani (tiếng Macedonia: Скумбим Сулејмани) (sinh ngày 2 tháng 8 năm 1986) là một cầu thủ bóng đá Macedonia-Albania và cũng mang quốc tịch Thụy Sĩ.